# Tropaeolum ciliatum
Tropaeolum ciliatum là một loài thực vật có hoa trong họ Tropaeolaceae. Loài này được Ruíz & Pav. miêu tả khoa học đầu tiên năm 1799.